# كأس ملك إسبانيا 1922
كأس ملك إسبانيا 1922 (بالإسبانية: Copa del Rey de Fútbol 1922) هو موسم من كأس ملك إسبانيا. فاز فيه نادي برشلونة.